# Szinkrociklotron

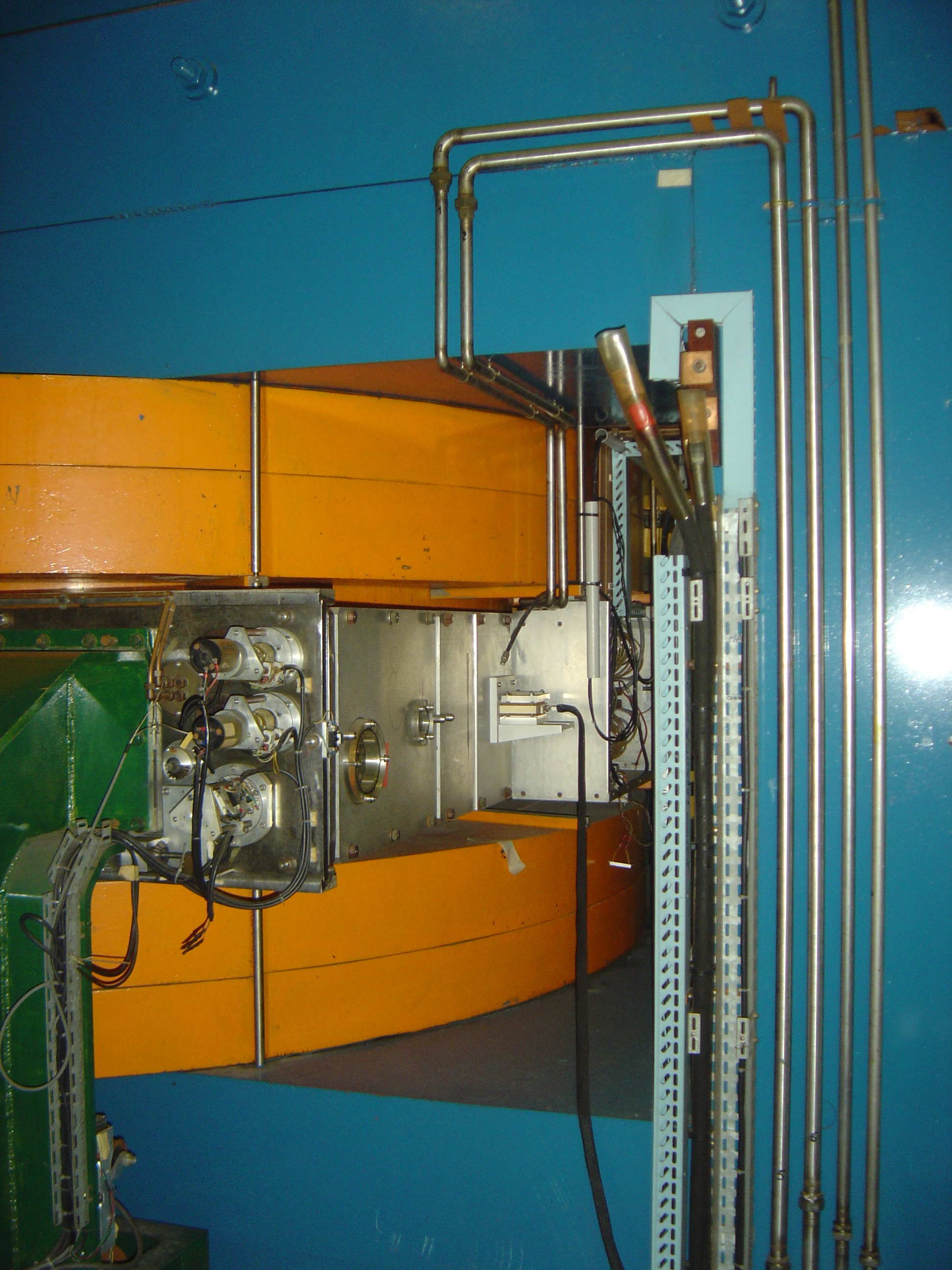
Szinkrociklotron

A szinkrociklotron az egyszerű ciklotron továbbfejlesztett változata, amely figyelembe veszi a gyorsítás következtében fellépő relativisztikus effektust, a gyorsított részecske tömegnövekedését. Ennek következtében az állandó gyorsítófrekvenciával működő ciklotronnal szemben frekvenciáját a gyorsítással összhangban („szinkronban”) csökkentik. Elvét Edwin M. McMillan szabadalmaztatta.

## Nevezetes szinkrociklotronok

### CERN SC
A CERN első gyorsítója egy a CERN SC betűszóval jelölt szinkrociklotron volt. 1957-ben épült. Eleinte részecskefizikai és magfizikai kísérletek számára szolgáltatott 600 MeV-es protonokat. 1959-ben működni kezdett a CERN új protonszinkrotrona (CERN PS) aminek következtében 1964-től a szinkrociklotron a magfizikára koncentrált. 1967-től nyalábot szolgáltatott az ISOLDE ionberendezés számára. 1990-ig működött.